# Посёлок 1-го отделения совхоза «Масловский»

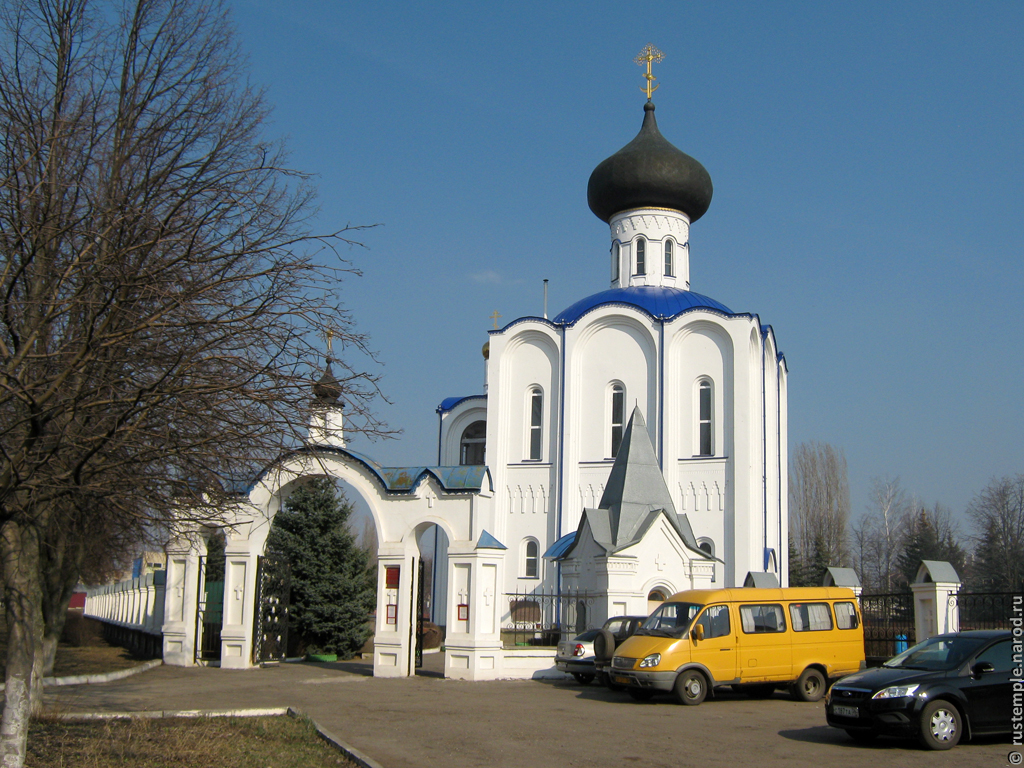
Церковь «Взыскание погибших» иконы Божией Матери

1-го отделения совхоза «Масловский» — посёлок в Новоусманском районе Воронежской области. Административный центр Никольского сельского поселения.

## География
Расположен к юго-востоку от Воронежа, в 13 км от железнодорожной станции Придача (Воронеж-Южный) и в 10 км к юго-западу от Новой Усмани.

## Население
| 2002 | 2008  | 2010  | 2021  |
| ---- | ----- | ----- | ----- |
| 4104 | ↘3496 | ↗3742 | ↗3827 |

## Известные жители и уроженцы
- Корпылёв, Анатолий Павлович (1919—2010) — Герой Социалистического Труда.